# Левицький Северин Михайлович
Северин Михайлович Левицький (пластовий псевдонім — Сірий Лев) — (6 вересня 1890, с. Щуровичі, Бродський повіт, Королівство Галичини та Володимирії — 30 січня 1962, Баффало, США) — український пластовий та громадський діяч, перший Начальний Пластун. Рідний брат Ольги Басараб та Іванни Левицької.

## Біографія

### Дитинство
Левицький Северин народився 6 вересня 1890 р. у селі Щуровичах, повіт Броди, Галичина, у родині громадського діяча о. Михайла і Савини, до шлюбу Стрільбицької. Мав двох старших сестер, Іванну та Ольгу (пізніше громадська та політична діячка).
Навчався у Бродівській гімназії і там був діяльним членом таємного українського гуртка. Втратив скоро батьків (1902 року помер батько, 1904-го мати). Северин вчився дуже добре, про що свідчить одержання стипендії й у 1908 році закінчує середню школу. Восени цього ж року поступає на філософічний факультет Львівського університету.

### Студентство
З приїздом до Львова бере активну участь у студентському житті, зокрема у справі визволення з тюрми Мирослава Січинського. Саме з приводу цієї активності він не зміг по закінченні навчання отримати державну посаду. Учительську працю почав у Яворові, у ґімназії «Рідної Школи». Уже в короткому часі він організує і веде відділи Українських Січових Стрільців і у тому ж часі вперше зустрічається з діяльністю Пласту.

### Перша світова війна
В 1914 р. з початком Першої світової війни його забирають до австрійської армії. Скоро переходить до Легіону Українських Січових Стрільців, де дослужується до ступеня четаря.
1915 р. відряджений до німецької армії як перекладач. 1917 р. вертається знов до УСС і виїздить з окупаційними частинами австрійської армії на зайняті центральні українські землі. У жовтні 1918 року отримує відрядження до Львова і тут бере участь в боях за Львів як командант відтинка «Замарстинів».

### ЗУНР
Після проголошення відновлення Української Держави — ЗУНР — став повітовим комісаром Бродів. Його фах вказаний як поштовий урядник.
1918 року одружується з Оксаною Стернюк, дочкою українського католицького пароха в Пустомитах, біля Львова.
Як вояк Української Галицької Армії переходить решту війни.

### Міжвоєнні роки (1920—1939)
По закінченні війни у вересні 1920 р. повертається до Львова і одержує працю в державній українській учительській семінарії. В цім часі стає спершу опікуном, а згодом зв'язковим Верховної Пластової Команди для 4-го Полку ім. Б. Хмельницького, що діє на терені його школи. Того ж року заприязнюється з доктором Олександром Тисовським і стає його найближчим другом і співробітником.
У 1924 році Северин Левицький переживає велику втрату — в лютому траґічно гине в польській тюрмі його сестра Ольга Басараб. В квітні відбувається І-й повоєнний Верховний Пластовий З'їзд, на якому обирають його головою Верховної Пластової Команди. Варто зазначити, що через свою пластову діяльність та політичну діяльність Ольги він згодом переживає цілий ряд переслідувань та доносів. В результаті, його переводять до польської семінарії як учителя української та німецької мов. Там працював він аж до Другої світової війни.
Зі здобуттям посади Верховного Отама й фактичним очоленням Пласту, С. Левицький діє у таких напрямках як внутрішня реорганізація Пласту, поширення членства між ремісничу й сільську молодь, відсіч намаганням відсепарувати «шкільний» Пласт від головного Пластового проводу, поширення Пласту на Волинь, підпорядкування Верховній Пластовій Команді Пласту на Закарпатті й Буковині, організація еміграційних пластових осередків по українських студентських центрах та ін. За його участі було створено нові пластові улади — новацький, старшопластунський і сеньйорський.
В розгарі праці й успіхів приходить великий удар — 26 вересня 1930 р. польська влада заборонює Пласт. Попри це, Северин Левицький очолює Ліквідаційну Комісію, що назовні проводила ліквідацію Пласту і одночасно створювала Пластовий Цент — організації, що опрацьовує нові форми існування пластового руху як «Вогні», «Доріст Рідної Школи», «Комісія Виховних Осель і Мандрівок Молоді», «Плай», що леґалізували пластову роботу. Таким чином пластова праця йшла без перерв, хоч і не в одностроях. Організуються існуючі табори, розбудовуються нові: Остодір, Старява, Космач.

### Друга світова війна

Перший повоєнний великий збір пластунів. Міттенвальд, Німеччина. 1947 р.

З початком Другої світової війни та приходом до Галичини більшовиків, С. Левицький залишається у Львові. З приходом німців до Львова й створенням Українського Комітету професор С. Левицький перебирає відділ молоді. По переїзді центру УЦК до Львова він обіймає провід Учительського Об'єднання Праці — одночасно співпрацює зі створеними в 1942 р. «Виховними Спільнотами Української Молоді», які велися при УЦК за пластовими зразками. У липні 1944 р. покидає Львів і подається на еміграцію.

### Повоєнні роки
Кінець війни застає С. Левицького на роботі в німецького «бавера» в Еґґенталі в Баварії. В часі перебування в Еґґенталі нав'язує зв'язки з членами Пластового Центру і є одним з ініціаторів відновлення пластового руху на еміграції. У жовтні 1945 р. відбувається в Карльсфельді пластова конференція, яка ухвалює створення Союзу Українських Пластунів на еміграції. Сірий Лев бере в ній активну участь. В 1947 р. на пластовому з'їзді в Реґенсбурґу проголошують його Начальним Пластуном. Відтоді стоїть він на чолі всього українського пластового руху, як уособлення організаційної єдності, його безперервної дії і традиції. Його авторитетові підлягають усі вияви пластової діяльності, де б вони і в яких організаційних формах не проявлялись.

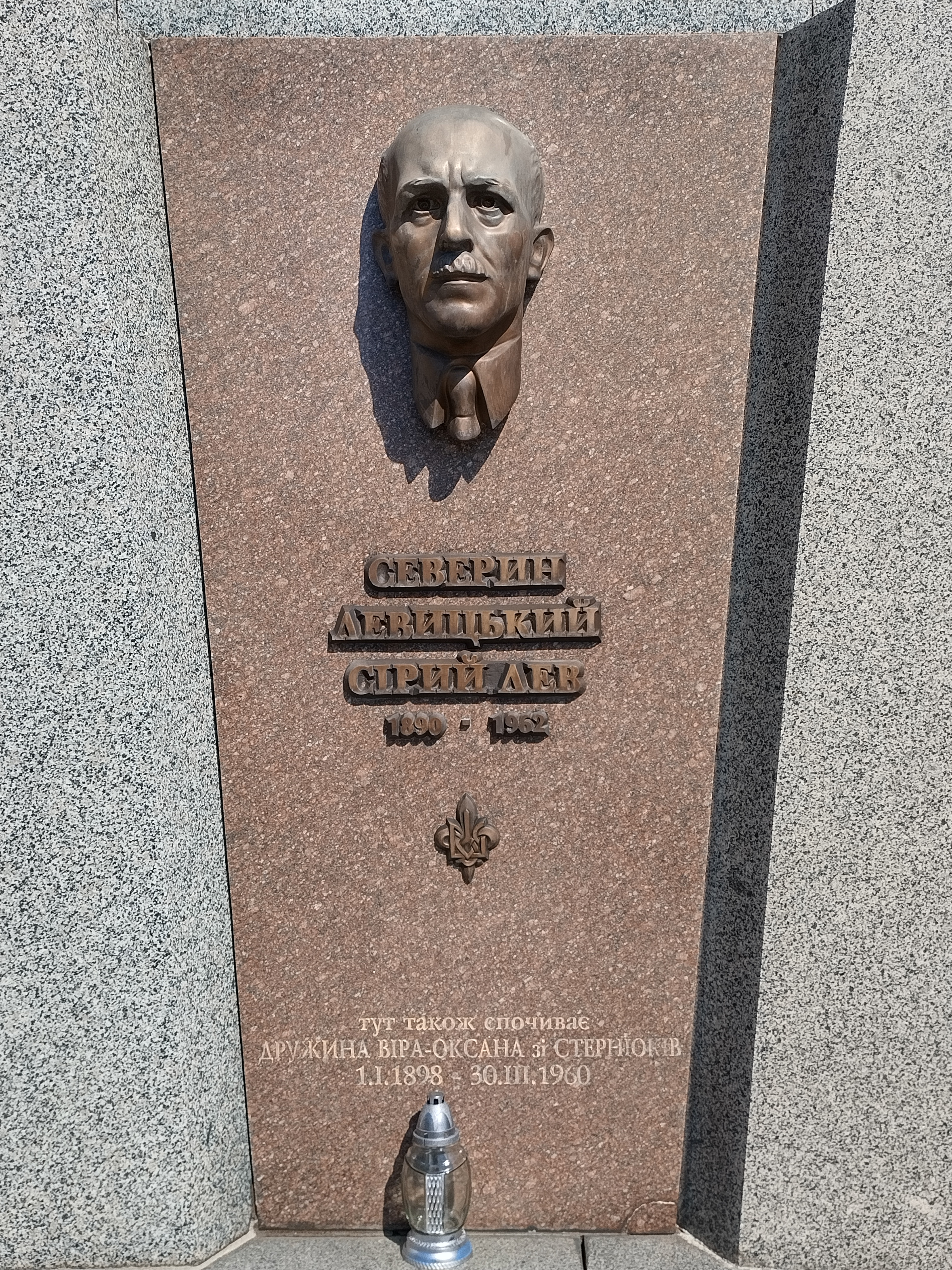
Надгробок Северина Левицького на Личаківському цвинтарі у Львові

Сірий Лев реорганізує 1 Курінь УПС ім. Степана Тисовського, стає його першим курінним. В 1949 р. переїздить до США й осідає у Баффало, де й мешкає до кінця свого життя. На цьому терені знайшов він ще одно своє «дитя» — пластову оселю «Новий Сокіл». Існування й розбудова «Нового Сокола» в значній мірі заслуга його особистої праці та фінансової допомоги.
З осідку в Баффало Сірий Лев провадить свою діяльність — слідкує за проявами пластового життя у цілому світі, допомагає у пластовій діяльності дописами, доповідями, поїздками, участю в пластових з'їздах, конференціях чи святкуваннях, збиранням історичного матеріалу та широкою перепискою з пластовими проводами, а то й з поодинокими пластунами, у цілому світі.
У 1960 р. переживає важкий удар — смерть дружини Оксани. Не покидає своєї праці — готує до друку свої спомини, що зв'язані з історією Пласту, бере активну участь у підготовці чергової великої Ради Українського Пластового Сеньйорату, цікавився підготовкою до урочистих святкувань 50-ліття Пласту.
У своєму листі до Крайової Пластової Старшини США від 17 січня 1962 року, в якому на семи сторінках аналізує працю цієї установи, пише: «Чомусь не можу позбутися почуття, що сиджу вже на санях… і мушу сказати щось не так для науки, але щоб з'ясувати, як я в дійсності дивився на справи». За два дні перед смертю Сірий Лев бере участь у раді станиці в Баффало, а опісля у святі до річниці бою під Крутами. 30 січня 1962 року Начальний Пластун Северин Левицький помер у Баффало від серцевого нападу.
Похований на 76 полі Личаківського цвинтаря.